# مارك والتر
مارك والتر (بالإنجليزية: Mark Walter)‏ هو مسير أعمال أمريكي، ولد في 1960 في آيوا في الولايات المتحدة.